# United States Census 1850
Der United States Census 1850 war die siebte Volkszählung in den USA seit 1790. Als Ergebnis der Auszählung wurde für die USA zum Stichtag 1. Juni 1850 eine Bevölkerungszahl von 23.191.876 Einwohnern ermittelt, wovon 3.204.313 Sklaven waren.
Während die früheren Erhebungen nur den Namen des Familienoberhauptes ermittelten, wurde nunmehr jede Person im Haushalt, Frauen, Kinder, Sklaven, vollständig erfasst. Erstmals wurde auch der Geburtsort erfragt. Die Daten enthalten Wohnortadresse, Alter, Geschlecht, Rasse, Merkmale einer Behinderung (taub, blind, schwachsinnig, verrückt), Beruf, Geburtsort, Familienstand, Schulstatus, Eigenschaft des Almosenempfängers oder des Verbrechers.
Erstmals seit dem Beginn der Erhebungen standen und stehen Teile der Mikrodaten zur wissenschaftlichen Auswertung zur Verfügung.
Die in den alle zehn Jahre stattfindenden Volkszählungen der Vereinigten Staaten ermittelten Einwohnerzahlen der Bundesstaaten sind der Schlüssel zur Festlegung der Anzahl der Abgeordneten aus diesen Bundesstaaten im Repräsentantenhaus der Vereinigten Staaten. Die Anpassung wird in der Regel im übernächsten Kongress nach einer Volkszählung vorgenommen.

## Bevölkerungsreichste Städte
Die 50 bevölkerungsreichsten Städte der USA nach Einwohnerzahl im Jahr 1850.
| Rang | Stadt              | Bundesstaaten        | Bevölkerung |
| ---- | ------------------ | -------------------- | ----------- |
| 1    | New York City      | New York             | 515.547     |
| 2    | Baltimore          | Maryland             | 169.054     |
| 3    | Boston             | Massachusetts        | 136.881     |
| 4    | Philadelphia       | Pennsylvania         | 121.376     |
| 5    | New Orleans        | Louisiana            | 116.375     |
| 6    | Cincinnati         | Ohio                 | 115.435     |
| 7    | Brooklyn           | New York             | 96.838      |
| 8    | St. Louis          | Missouri             | 77.860      |
| 9    | Spring Garden      | Pennsylvania         | 58.894      |
| 10   | Albany             | New York             | 50.763      |
| 11   | Northern Liberties | Pennsylvania         | 47.223      |
| 12   | Kensington         | Pennsylvania         | 46.774      |
| 13   | Pittsburgh         | Pennsylvania         | 46.601      |
| 14   | Louisville         | Kentucky             | 43.194      |
| 15   | Charleston         | South Carolina       | 42.985      |
| 16   | Buffalo            | New York             | 42.261      |
| 17   | Providence         | Rhode Island         | 41.513      |
| 18   | Washington, D.C.   | District of Columbia | 40.001      |
| 19   | Newark             | New Jersey           | 38.894      |
| 20   | Southwark          | Pennsylvania         | 38.799      |
| 21   | Rochester          | New York             | 36.403      |
| 22   | Lowell             | Massachusetts        | 33.383      |
| 23   | Williamsburg       | New York             | 30.780      |
| 24   | Chicago            | Illinois             | 29.963      |
| 25   | Troy               | New York             | 28.785      |
| 26   | Richmond           | Virginia             | 27.570      |
| 27   | Moyamensing        | Pennsylvania         | 26.979      |
| 28   | Syracuse           | New York             | 22.271      |
| 29   | Allegheny          | Pennsylvania         | 21.262      |
| 30   | Detroit            | Michigan             | 21.019      |
| 31   | Portland           | Maine                | 20.815      |
| 32   | Mobile             | Alabama              | 20.515      |
| 33   | New Haven          | Connecticut          | 20.345      |
| 34   | Salem              | Massachusetts        | 20.264      |
| 35   | Milwaukee          | Wisconsin            | 20.061      |
| 36   | Roxbury            | Massachusetts        | 18.364      |
| 37   | Columbus           | Ohio                 | 17.882      |
| 38   | Utica              | New York             | 17.565      |
| 39   | Charlestown        | Massachusetts        | 17.216      |
| 40   | Worcester          | Massachusetts        | 17.049      |
| 41   | Cleveland          | Ohio                 | 17.034      |
| 42   | New Bedford        | Massachusetts        | 16.443      |
| 43   | Reading            | Pennsylvania         | 15.743      |
| 44   | Savannah           | Georgia              | 15.312      |
| 45   | Cambridge          | Massachusetts        | 15.215      |
| 46   | Bangor             | Maine                | 14.432      |
| 47   | Norfolk            | Virginia             | 14.326      |
| 48   | Lynn               | Massachusetts        | 14.257      |
| 49   | Lafayette          | Louisiana            | 14.190      |
| 50   | Petersburg         | Virginia             | 14.010      |